# Antoine Boula de Coulombiers
Antoine Jean Amédée  Boula de Coulombiers, né à Paris le 3 juin 1785 et mort à Puiseux-le-Hauberger le 21 novembre 1852, fut préfet des Vosges puis député.

## Biographie

### Origines et formation
Amédée Boula de Coulombiers (parfois écrit Colombiers, Coulombier, Colombier) est le fils d'Antoine-Jean Boula seigneur de Coulombiers, conseiller au parlement de Paris, et de Marie Geneviève Bruant des Carrières. Il resta célibataire .
Après des études de droit, il est reçu avocat en 1807.

### Premier Empire
Deux ans plus tard, en 1809, il est nommé auditeur au Conseil d'État. En juillet 1810, au moment de l'annexion du royaume de Hollande à l'Empire français, il est envoyé en mission en Hollande pour travailler à la mise en place du nouveau département des Bouches-de-la-Meuse, dont l'institution officielle a lieu le 1er janvier 1811. Au mois de septembre 1810, il est nommé secrétaire-général à l'administration des vivres, responsable des magasins d'approvisionnement de Paris à Pontoise et Vernon ; pendant l'hiver 1811-1812 il surveille également les transports de grains achetés dans les départements annexés de la Meuse-Inférieure  et de l'Ourthe (actuelle Belgique). Dans cette période il est attaché comme auditeur au ministère de la police.
Au mois d'août 1812, il est commissaire spécial de police à Wesel, dans la Roer, puis fin 1813 à Mayence et encore début 1814 à Strasbourg, où il arrive la veille de l'entrée des troupes de la Sixième Coalition. Il retourne à Paris et, en février 1814, est envoyé à Montmirail peu de temps après la bataille. Il y arrive au même moment que les troupes cosaques et doit se cacher. Il réussit à regagner Paris le 15 mars 1814.

### Restauration
À la Première Restauration, le roi Louis XVIII le nomme maître des requêtes surnuméraire, puis membre de la commission du sceau, attaché au comité des finances du Conseil d'État.
Après les Cent-Jours, il est nommé préfet des Vosges le 14 juillet 1815. Préfet du gouvernement royal, il est subordonné au gouverneur de l'armée décoalisée. Devant les exigences des occupants, le préfet et l'ensemble du  personnel administratif quittent leurs postes. Après négociation du gouvernement français avec l'occupant, ils reprennent leurs fonctions.
Lors de sa nomination, le préfet Boula, fervent royaliste, adopte une politique assez sévère d'épuration politique. Les jugements pour « crime politique » sont nombreux, à l'image de l'emprisonnement, en février 1817, sur ordre du préfet, de l'imagier Jean-Charles Pellerin, qui essayait de vendre son ancien stock d'images napoléoniennes. Pellerin est gracié mais reste sous surveillance.
Boula trouve à son arrivée un département appauvri par les guerres napoléoniennes et les frais d'occupation réclamés par les coalisés. Il y a un fort taux de chômage et de mendicité ; à cela s'ajoute la grande disette de 1816-1817, années de pain cher. Il prend plusieurs mesures contre la pauvreté, puis contre la disette. Il libère des fonds destinés aux pauvres et en utilise un tiers pour les chômeurs valides qu'il emploie à construire des routes et les deux autres tiers comme aide en nature aux indigents invalides. Il prend des mesures contre les étrangers qui entrent avec des papiers falsifiés de mendicité, puis il édite des brevets de mendicité pour les habitants. Contre la disette, il prohibe le pain blanc et il donne des instructions pour faire du pain de son de froment et de farine d'orge, empêchant temporairement la fabrication de la bière en fermant les brasseries. En plus des subventions du gouvernement central, il a recours aux emprunts pour faire acheter du grain hors du département. Pour le transport de ces grains, il exige l'exemption de péage et le libre passage des chariots. Il prend également des mesures sévères contre les spéculateurs, les pilleurs de dépôts et les voleurs qui attaquent les convois de provisions qu'ils soient armés ou non.
Les vols, la présence des troupes d'occupation, l'instabilité politique dans les régions de l'Est et un manque d'effectif de la gendarmerie nationale sont autant de facteurs d'insécurité auxquels le préfet se voit confronté. Il interdit temporairement la chasse et  rend obligatoire le permis de port d'armes à feu : seul le préfet peut donner, sur avis du maire, un permis d'armes.
Le roi Louis XVIII signe en février 1816 une loi sur l'enseignement, donnant pouvoir aux préfets pour en assurer l'organisation. Le préfet Boula initie sur le département l'obtention d'un brevet d'enseignant, il installe des comités cantonaux pour l'enseignement gratuit et donne ordre aux maires et aux curés d'inspecter une fois par mois les progrès des élèves dans les écoles. Il promeut dès 1817 l'enseignement mutuel, méthode qui venait d'être importée  de l'Angleterre. La séparation des garçons et des filles étant obligatoire dans les écoles, le préfet s'occupe également de la création d'écoles de filles.
En 1818, les troupes coalisées quittent les Vosges. La même année, le préfet instaure une commission de recherche et de conservation de vestiges anciens. Il s'agit de trouvailles provenant du Donon (lieu de culte celte), du sanctuaire gallo-romain de Grand, du camp de Julien à Soulosse, des bains romains de Bleurville et d'autres lieux d'intérêt divers. Les objets archéologiques, trouvés pour la plupart par des habitants sans grandes précisions de lieux ni méthodologie scientifique, sont rassemblés à Épinal où ils forment les premières pièces des collections du musée d'Épinal. La construction de ce musée commence en 1822 et le musée ouvre au public en 1828.
Boula de Coulombiers est préfet des Vosges jusqu'au 25 juin 1823. Cette année-là, un démêlé l'oppose à un député qui se plaint auprès du ministre de l'intérieur Jacques-Joseph Corbière. Cette plainte ainsi que son refus d'appliquer une directive du ministre relative à l'organisation du collège électoral conduisent à la révocation de Boula. 
Il reste dans les Vosges et en est élu député le 21 avril 1828. Il siège au centre-gauche avec les libéraux, est réélu en juin 1830, signe l'adresse des 221. Après la Révolution de Juillet, son mandat prend fin avec la dissolution de la chambre, en 1831 .